# Моряк, который потерял милость моря
«Моряк, который потерял милость моря» — кинофильм режиссёра Льюиса Джона Карлино, мистическая драма с элементами триллера. Снят в Великобритании в 1976 году.

## Сюжет
Сюжет одноимённого романа Юкио Мисимы о событиях в рыбацкой деревне в Японии перенесён в современную (периоду создания фильма) Великобританию. Вдова-британка Анна Осборн влюбляется в американского моряка Джима Камерона. Её 13-летний сын Джонатан, тяжело переносящий психологические проблемы переходного возраста, излишне романтизирует, практически обожествляет образ нового друга своей матери. Когда Камерон решает оставить море, сменив его на семейный быт, это воспринимается подростком как предательство придуманных идеалов. Он обращается к одноклассникам-хулиганам, вместе с которыми готовит жестокую расправу над Джимом. Предложенный авторами фильма финал не позволяет однозначно судить о том, состоялась эта месть или нет.

## В ролях
- Крис Кристофферсон — Джим Камерон
- Сара Майлз — Анна Осборн
- Джонатан Кан — Джонатан Осборн

## Награды и номинации
Номинации:
1976 — Золотой глобус
- Лучшая женская роль в драме — Сара Майлз
- Лучший новый актёр — Джонатан Кан